# Tirmidhi
Abū ʿĪsā Muḥammad ibn ʿĪsā Ibn Sawra ibn Mūsā ibn al-Dahhāk al-Sulamī al-Tirmidhī, in arabo   أبو عيسى محمد بن عيسى بن سورة بن موسى بن الدحاك السلمي الترمذي‎? (Termez, marzo o aprile 825 – Termez, 9 ottobre 892), è stato un giurista persiano, di lingua araba.
Fu un grande tradizionista islamico transoxiano, nato e vissuto a Tirmidh, l'attuale città uzbeca di Termez. Cercò, studiò e riunì ʾaḥādīth, diventando l'autore di uno dei rinomati al-Kutub al-Sitta (Sei libri). Scrisse in tutto nove libri, fra cui l'al-Jāmiʿ al-ʿIlal e gli Shamāʾil sono considerati i più famosi. Dei suoi lavori ne sopravvivono solamente quattro.

## Biografia
Nacque in una famiglia numerosa e in età avanzata venne improvvisamente colpito da cecità per il aver troppo sforzato gli occhi per lo studio. Viaggiando per il Khorāsan (regione situata nella parte orientale dell'Iran), l'Iraq e l'Hijāz (situata nella parte occidentale dell'Arabia Saudita) alla giovane età di vent'anni conobbe celebri figure, considerate fautrici della religione islamica, come Qutayba ibn Sa'id, al-Bukhari e Abu Dawud al-Sijistani dei quali fu allievo. La sua raccolta l'al-Jāmiʿ al-Ṣaḥīḥ - considerata quarta dopo quelle di al-Bukhari, Muslim e Abū Dāwūd - comprende 3956 tradizioni.
Come altri tradizionisti, al-Tirmidhī incluse numerosi ʾaḥādīth, preceduti da un isnād incompleto, rendendosene personalmente garante. Pur con questo "vizio", essi sono accettati come veridici, a dimostrazione della grande elasticità intellettuale islamica in questo genere di cose e che, ad esempio, fu tipica di Ahmad ibn Hanbal, erroneamente indicato come eponimo dei fondamentalisti più rigidi e "ortodossi", tanto da essere prescelto come giurista e teologo di riferimento dai Wahhabiti e da tutte le correnti sunnite del cosiddetto "fondamentalismo islamico.
al-Tirmidhī sperimentò tra l'altro un metodo di classificazione di ʾaḥādīth (identificando quelli ṣaḥīḥ, cioè "sani", quelli ḥàsan, cioè "buoni" e quelli gharīb, cioè "strani"), che egli tuttavia usa in modo non sempre esente da contraddizioni, suscitando critiche e stupore tra i suoi colleghi tradizionisti, di cui si ha notizia nel lavoro di ʿAbd al-Rahmān b. Ahmad b. Rajab al-Hanbalī: lo Sharh ʿilal al-Tirmidhī.
Compose inoltre un'opera relativa ai difetti (ʿilal) che frequentemente possono essere riscontrati nei ʾaḥādīth.
Al-Tirmidhī riunì ugualmente una serie di tradizioni aventi come oggetto le caratteristiche del Profeta, avendo senza dubbio come riferimento la biografia di Maometto scritta da Ibn Sa'd all'interno del Kitāb al-tabaqāt al-kabīr.